# Agapetes angustifolia
Agapetes angustifolia är en ljungväxtart som först beskrevs av Knagg, och fick sitt nu gällande namn av Airy-shaw. Agapetes angustifolia ingår i släktet Agapetes och familjen ljungväxter. Inga underarter finns listade i Catalogue of Life.